# FA Charity Shield 1991
Lo FA Charity Shield 1991, noto in italiano anche come Supercoppa d'Inghilterra 1991, è stata la 69ª edizione della Supercoppa d'Inghilterra.
Si è svolto il 10 agosto 1991 al Wembley Stadium di Londra tra l'Arsenal, vincitore della First Division 1990-1991, e il Tottenham, vincitore della FA Cup 1990-1991.
Il titolo, per l'undicesima e ultima volta nella sua storia, è stato condiviso tra le due squadre, che hanno pareggiato la gara per 0-0.

## Partecipanti
| Squadre   | Qualificazione                           | Partecipazioni precedenti (il grassetto indica la vittoria)           |
| --------- | ---------------------------------------- | --------------------------------------------------------------------- |
| Arsenal   | Vincitore della First Division 1990-1991 | 11 (1930, 1931, 1933, 1934, 1935, 1936, 1938, 1948, 1953, 1979, 1989) |
| Tottenham | Vincitore della FA Cup 1990-1991         | 8 (1920, 1921, 1951, 1961, 1962, 1967, 1981, 1982)                    |

## Tabellino
| Londra 10 agosto 1991 | Arsenal | 0 – 0 referto | Tottenham | Wembley Stadium (65 483 spett.) |

| Arsenal | Tottenham |

### Formazioni
| Arsenal:      |    |                  |  |          |
|               |    |                  |  |          |
| P             | 1  | David Seaman     |  |          |
| D             | 2  | Lee Dixon        |  |          |
| D             | 5  | David O'Leary    |  |          |
| D             | 6  | Tony Adams       |  |          |
| D             | 3  | Nigel Winterburn |  |          |
| C             | 7  | David Rocastle   |  | Uscita   |
| C             | 4  | David Hillier    |  |          |
| C             | 10 | Paul Merson      |  |          |
| C             | 8  | Paul Davis       |  |          |
| A             | 9  | Alan Smith       |  |          |
| A             | 11 | Kevin Campbell   |  | Uscita   |
| Sostituzioni: |    |                  |  |          |
| C             |    | Michael Thomas   |  | Ingresso |
| A             |    | Andy Cole        |  | Ingresso |
| Allenatore:   |    |                  |  |          |
| George Graham |    |                  |  |          |

| Tottenham:     |    |                   |
|                |    |                   |
| P              | 1  | Erik Thorstvedt   |
| D              | 2  | Terry Fenwick     |
| D              | 4  | Steve Sedgley     |
| D              | 6  | Gary Mabbutt      |
| D              | 3  | Pat van den Hauwe |
| C              | 8  | Nayim             |
| C              | 5  | David Howells     |
| C              | 9  | Vinny Samways     |
| C              | 11 | Paul Allen        |
| A              | 7  | Paul Stewart      |
| A              | 10 | Gary Lineker      |
| Allenatore:    |    |                   |
| Peter Shreeves |    |                   |